# Tojma (rijeka)
Tojma (rus. Тойма, tat.: Туйма) – rijeka u Udmurtiji i Tatarstanu u Rusiji, desna pritoka rijeke Kame. Duljine – 124 km, 40 km u Udmurtiji i 84 km u Tatarstanu. Izvire u Možginskom rajonu u Udmurtiji, teče na jug–jugozapad te se ulijeva u rijeku Kamu blizu grada Jelabuge u Tatarstanu.
Obale su niske, uglavnom obrasle grmljem, johe i povijušama. Drveće je udaljeno od vode na 200 – 300, ponekad na 50 – 100 metara. Širina riječnog korita pri niskom vodostaju je 2 – 3 metra, a od sela Alnaši i proljećem – 10 metara.
Pritoci: Vozžajka, Juraška, Karinka (desne).

## Vanjske poveznice
|  | Zajednički poslužitelj ima još gradiva o temi Tojma (rijeka) |